# Vretsjön
Vretsjön är en sjö i Lindesbergs kommun i Västmanland och ingår i Norrströms huvudavrinningsområde. Sjön är 8,8 meter djup, har en yta på 0,0809 kvadratkilometer och befinner sig 142 meter över havet. Sjön avvattnas av vattendraget Sverkestaån (Ramshytteån).

## Delavrinningsområde
Vretsjön ingår i det delavrinningsområde (662910-147119) som SMHI kallar för Inloppet i Glien. Medelhöjden är 180 meter över havet och ytan är 8,28 kvadratkilometer. Räknas de 5 avrinningsområdena uppströms in blir den ackumulerade arean 54,13 kvadratkilometer. Sverkestaån (Ramshytteån) som avvattnar avrinningsområdet har biflödesordning 3, vilket innebär att vattnet flödar genom totalt 3 vattendrag innan det når havet efter 233 kilometer. Avrinningsområdet består mestadels av skog (58 procent) och jordbruk (13 procent). Avrinningsområdet har 0,08 kvadratkilometer vattenytor vilket ger det en sjöprocent på 1 procent. Bebyggelsen i området täcker en yta av 1,32 kvadratkilometer eller 16 procent av avrinningsområdet.